# 空柄玉山竹
空柄玉山竹（学名：Yushania cava）为禾本科玉山竹属下的一个种。

## 扩展阅读
- 維基物種上的相關：空柄玉山竹